# Cuống đính

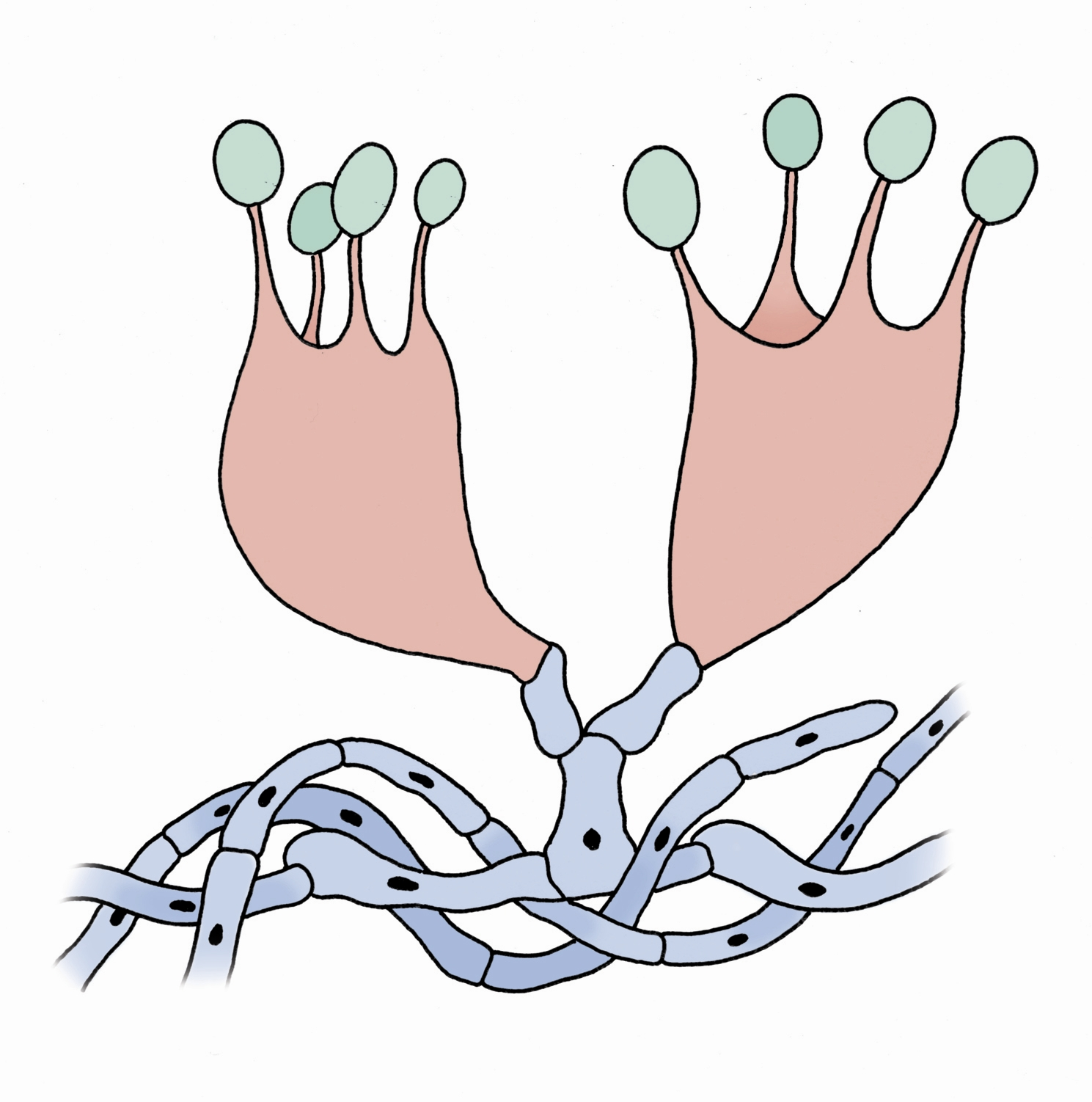
Cuống đính là phần kéo dài, mảnh, nối các bào tử (màu xanh lá cây) với đảm (màu đỏ).

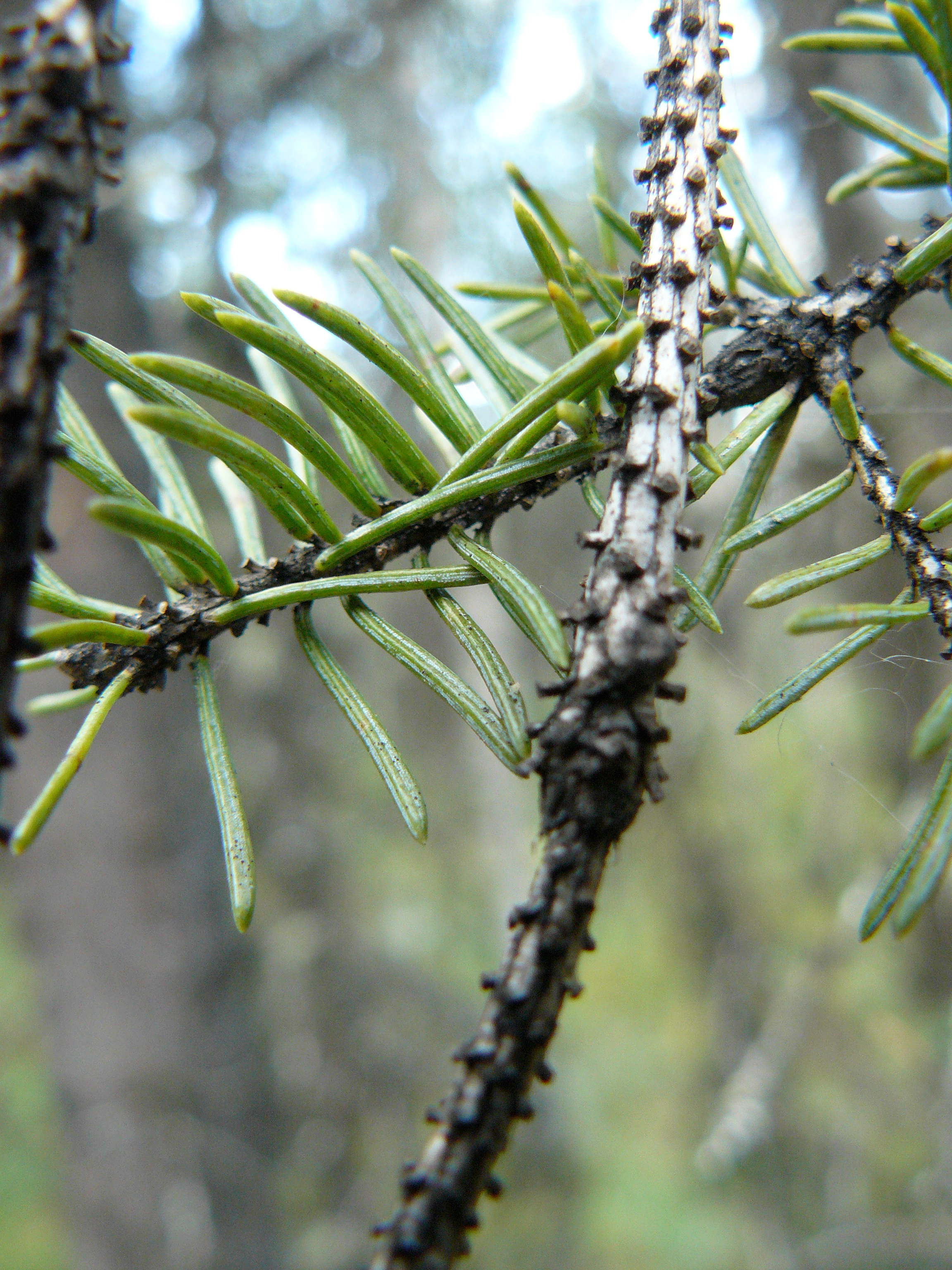
Cuống đính là những phần nhô ra nhỏ trên cành cây thuộc chi Vân sam Picea và chi Tsuga sau khi lá rụng. Minh họa trong hình: chốt gỗ trên nhánh của loài Picea glauca.

Trong sinh học, cuống đính (tiếng Anh: sterigma, pl.: sterigmata) là một cấu trúc hỗ trợ nhỏ.
Theo nghĩa phổ biến, cấu trúc này thường đề cập đến phần kéo dài của đảm (basidium, tế bào mang bào tử) bao gồm một phần dạng sợi cơ bản và một phần nhô ra, mỏng, mang bào tử ở đầu. Cuống đính được hình thành trên đảm khi nó phát triển và trải qua giảm phân, tạo ra (thường là) bốn nhân. Các nhân này dần dần di chuyển đến các đầu của đảm, mỗi nhân sẽ di chuyển vào một bào tử phát triển ở đầu của mỗi cuống đính.
Trong cách sử dụng ít phổ biến hơn, cuống đính là một cấu trúc nằm ở phần cuối phía sau của cơ quan sinh dục cái của các loài côn trùng trong bộ Cánh vẩy Lepidoptera.
Thuật ngữ này cũng đề cập đến cấu trúc trên thân cây, còn được gọi là "chốt gỗ" ("woody peg") ở gốc lá của một số (nhưng không phải tất cả) loài cây lá kim, cụ thể là chi Vân sam Picea và chi Tsuga.